# Округа департамента Южная Корсика
В состав французского департамента Южная Корсика входят два округа:
- Аяччо (Ajaccio)
- Сартен (Sartène)

## История
- 4.03.1790 — создание департамента Корсика
- 11.07.1793 — разделение Корсики на два департамента. Департамент Льямоне, соответствующий современной Южной Корсике, состоял из трех дистриктов: Аяччо, Сартен и Вико
- 17.02.1800 — создание округов: Аяччо, Сартен и Вико
- 19.04.1811 — упразднение департамента Льямоне, восстановление департамента Корсика с четырьмя супрефектурами вместо округов
- 1.01.1976 — новое разделение острова на два департамента. В составе Южной Корсики образованы округа Аяччо и Сартен